# Il mondo di Apu
Il mondo di Apu (Apur Sansar) è un film indiano del 1959 diretto da Satyajit Ray.
Tra i più grandi classici indiani, il film è la terza parte della trilogia di Apu, dopo Il lamento sul sentiero e Aparajito.

## Trama
Calcutta, anni trenta. Squattrinato e senza un lavoro fisso, con ambizioni letterarie ancora insoddisfatte, Apu si adatta a un matrimonio di convenienza, sposando la bella Aparna, cugina del suo amico Pulu, promessa sposa di un folle. Dopo qualche mese di felicità, Aparna va a partorire in casa di sua madre, ma muore di parto. Soltanto cinque anni dopo, Apu si decide a far visita al piccolo Kajal.

## Edizioni Home video
Terza parte della "Trilogia di Apu", insieme a Il lamento sul sentiero e Aparajito. Sul mercato italiano sono uscite due edizioni Home video del film in dvd. La prima venne distribuita da Enjoy Movies/Koch Media.